# Suillia spinicoxa
Suillia spinicoxa är en tvåvingeart som beskrevs av Okadome 1991. Suillia spinicoxa ingår i släktet Suillia och familjen myllflugor.
Artens utbredningsområde är Pakistan. Inga underarter finns listade i Catalogue of Life.